# Paradela (Sarria)
Paradela (llamada oficialmente Santo André de Paradela) es una parroquia española del municipio de Sarria, en la provincia de Lugo, Galicia.

## Otras denominaciones
La parroquia también es conocida por el nombre de San Andrés de Paradela.

## Organización territorial
La parroquia está formada por una entidad de población:
- San Andrés (Santo André)

## Demografía
| Gráfica de evolución demográfica de Paradela entre 2000 y 2021 |
|                                                                |
| Datos según el nomenclátor publicado por el INE.               |